# Spy Catchers
Spy Catchers è un cortometraggio muto del 1914 diretto da W.P. Kellino.

## Trama
Una recluta della polizia viene bocciata: tutto da solo, il giovane indaga finendo per catturare delle spie.

## Produzione
Il film fu prodotto dalla Vaudefilms.

## Distribuzione
Distribuito dalla Imperial, il film - un cortometraggio di 232 metri - uscì nelle sale cinematografiche britanniche nell'ottobre 1914.